# Grön eld, Umeå
Grön eld är en 9 meter hög grön glasskulptur utförd av Vicke Lindstrand. Grön eld är ett av Umeås mest kända konstverk och var när den uppfördes 1970 världens största glasskulptur. Konstverket står på Järnvägstorget, framför Umeå centralstation.

## Historia
HSB-chefen Sven Wallander beställde konstverket efter att denne sett Lindstrands Prisma i Norrköping. HSB:s konstfond betalade skulpturen och Umeå stad för grundläggningen. Konstverket ägs idag av Umeå kommun. 
Vid ombyggnationerna av Järnvägstorget, som utföres 2013/2014, byttes planteringarna runt skulpturen ut mot en sockel gjuten i mörk betong (i stället för en planerad platta av granit, vilket bedömdes bli för dyrt). Efter omfattande kritik mot utförandet har ansvariga tjänstemän utlovat en översyn och eventuellt ombyggnad.

### Kuriosa
Lennart Johansson som arbetade med Grön eld 1970 gick i december 2013 ut med uppgifterna att han monterat en bild av Mao Zedong i en av flammorna under arbetet.

## Konstruktion
Grön eld består av tre vridna glaspelare som avsmalnar i toppen. Glaspelarna är uppbyggda av tre tusen 9 millimeter tjocka glasskivor från Emmaboda glasverk som är limmade med ett epoxilim (araldit) för att klara utemiljön. Skulpturen väger 45 ton och står på en tung betongsockel med pålad grund.